# Get Loose Tour
«Get Loose Tour» — третій концертний тур канадсько-португальської співачки Неллі Фуртадо, проведений до альбому «Loose».

## Списки композицій
1. «Afraid»
2. «Say It Right»
3. «Turn off the Light» (Remix)
4. «Powerless (Say What You Want)»
5. «Do It»
6. «Wait for You»
7. «Showtime»
8. «Crazy»
9. «In God's Hands»
10. «Try»
11. «All Good Things (Come to an End)»
12. «SexyBack» (Cover performed by Jasmine)
13. «Give it to Me»
14. «I'm like a Bird» (Remix)
15. «Glow»
16. «Força»
17. «Promiscuous»
18. «Party»
19. «No Hay Igual»
20. «Maneater»

1. «Afraid»
2. «Say It Right»
3. «Turn off the Light» (Remix)
4. «Powerless (Say What You Want)»
5. «Do It»
6. «Wait for You»
7. «Showtime»
8. «Sozinha»
9. «Tudo o Que Eu Te Dou»
10. «Try»
11. «All Good Things (Come to an End)»
12. «SexyBack» (Cover)
13. «Give it to Me»
14. «I'm like a Bird» (Remix)
15. «Glow»
16. «Promiscuous»
17. «Força»
18. «Party»
19. «No Hay Igual»
20. «Maneater»

Act 1
- I'm like a Bird
- Turn off the Light (Remix)
- Powerless (Say What You Want)
- One-Trick Pony
- Do It
- Wait for You
- In God's Hands / Try
- Say It Right (with excerpt from Smells Like Teen Spirit)

Act 2
- Give It To Me (with excerpt from Give It 2 Me)
- Glow (with excerpt from Heart of Glass)
- Promiscuous

Act 3: Encore
- Somebody to Love (Acoustic)
- No Hay Igual
- Maneater (Remix)
- All Good Things (Come to an End) (with excerpt from What's Up?)

Act 1
- I'm like a Bird
- Turn off the Light (Remix)
- Powerless (Say What You Want)
- Do It
- Wait for You
- Explode
- Try
- Say It Right (with excerpt from Smells Like Teen Spirit)

Act 2
- Give It To Me (with excerpt from Give It 2 Me)
- Glow (with excerpt from Heart of Glass)
- Força
- Promiscuous

Act 3: Encore
- Somebody to Love
- No Hay Igual
- Maneater
- All Good Things (Come to an End)

## Дати та місця проведення концертів
| Латинська Америка |                    |                 |
| 17 жовтня 2006    | Мехіко             | Мексика         |
| Європа            |                    |                 |
| 16 лютого 2007    | Манчестер          | Велика Британія |
| 17 лютого 2007    | Глазго             | Велика Британія |
| 18 лютого 2007    | Ноттінгем          | Велика Британія |
| 20 лютого 2007    | Бірмінгем          | Велика Британія |
| 21 лютого 2007    | Лондон             | Велика Британія |
| 24 лютого 2007    | Париж              | Франція         |
| 25 лютого 2007    | Дюссельдорф        | Німеччина       |
| 26 лютого 2007    | Брюссель           | Бельгія         |
| 28 лютого 2007    | Мілан              | Італія          |
| 3 березня 2007    | Вінтертур          | Швейцарія       |
| 5 березня 2007    | Штутгарт           | Німеччина       |
| 6 березня 2007    | Мюнхен             | Німеччина       |
| 7 березня 2007    | Відень             | Австрія         |
| 8 березня 2007    | Лейпциг            | Німеччина       |
| 10 березня 2007   | Франкфурт-на-Майні | Німеччина       |
| 11 березня 2007   | Гамбург            | Німеччина       |
| 12 березня 2007   | Берлін             | Німеччина       |
| 13 березня 2007   | Амстердам          | Нідерланди      |
| 15 березня 2007   | Амстердам          | Нідерланди      |
| 16 березня 2007   | Копенгаген         | Данія           |
| 17 березня 2007   | Стокгольм          | Швеція          |
| Північна Америка  |                    |                 |
| 21 березня 2007   | Вікторія           | Канада          |
| 22 березня 2007   | Ванкувер           | Канада          |
| 23 березня 2007   | Келона             | Канада          |
| 25 березня 2007   | Гранд-Прері        | Канада          |
| 26 березня 2007   | Едмонтон           | Канада          |
| 27 березня 2007   | Калгарі            | Канада          |
| 4 квітня 2007     | Торонто            | Канада          |
| 5 квітня 2007     | Монреаль           | Канада          |
| 6 квітня 2007     | Оттава             | Канада          |
| 30 травня 2007    | Голлівуд           | United States   |
| 31 травня 2007    | Орландо            | United States   |
| 1 червня 2007     | Атланта            | United States   |
| 3 червня 2007     | Портсмут           | United States   |
| 4 червня 2007     | Сейревілль         | United States   |
| 5 червня 2007     | Бостон             | United States   |
| 7 червня 2007     | Нью-Йорк           | United States   |
| 8 червня 2007     | Фейрфакс           | United States   |
| 9 червня 2007     | Клівленд           | United States   |
| 11 червня 2007    | Детройт            | United States   |
| 12 червня 2007    | Роузмонт           | United States   |
| 13 червня 2007    | Сент-Пол           | United States   |
| 15 червня 2007    | Денвер             | United States   |
| 17 червня 2007    | Гранд-Прері        | United States   |
| 19 червня 2007    | Фінікс             | United States   |
| 20 червня 2007    | Лос-Анджелес       | United States   |
| 21 червня 2007    | Окленд             | United States   |
| 23 червня 2007    | Лас-Вегас          | United States   |
| Європа            |                    |                 |
| 27 липня 2007     | Албуфейра          | Португалія      |
| 28 липня 2007     | Кантаньєді         | Португалія      |
| Європа (Open-Air) |                    |                 |
| 4 липня 2008      | Амстердам          | Нідерланди      |
| 6 липня 2008      | Бухарест           | Румунія         |
| 8 липня 2008      | Мюнхен             | Німеччина       |
| 9 липня 2008      | Вісбаден           | Німеччина       |
| 10 липня 2008     | Дрезден            | Німеччина       |
| 11/12 липня 2008  | Познань            | Польща          |
| 13 липня 2008     | Москва             | Росія           |
| 15 липня 2008     | Київ               | Україна         |

## Трансляція та записи
Get Loose Tour був записаний 4 квітня 2007 року в Торонто, Канада і доступний на CD і DVD.